# إسرانج

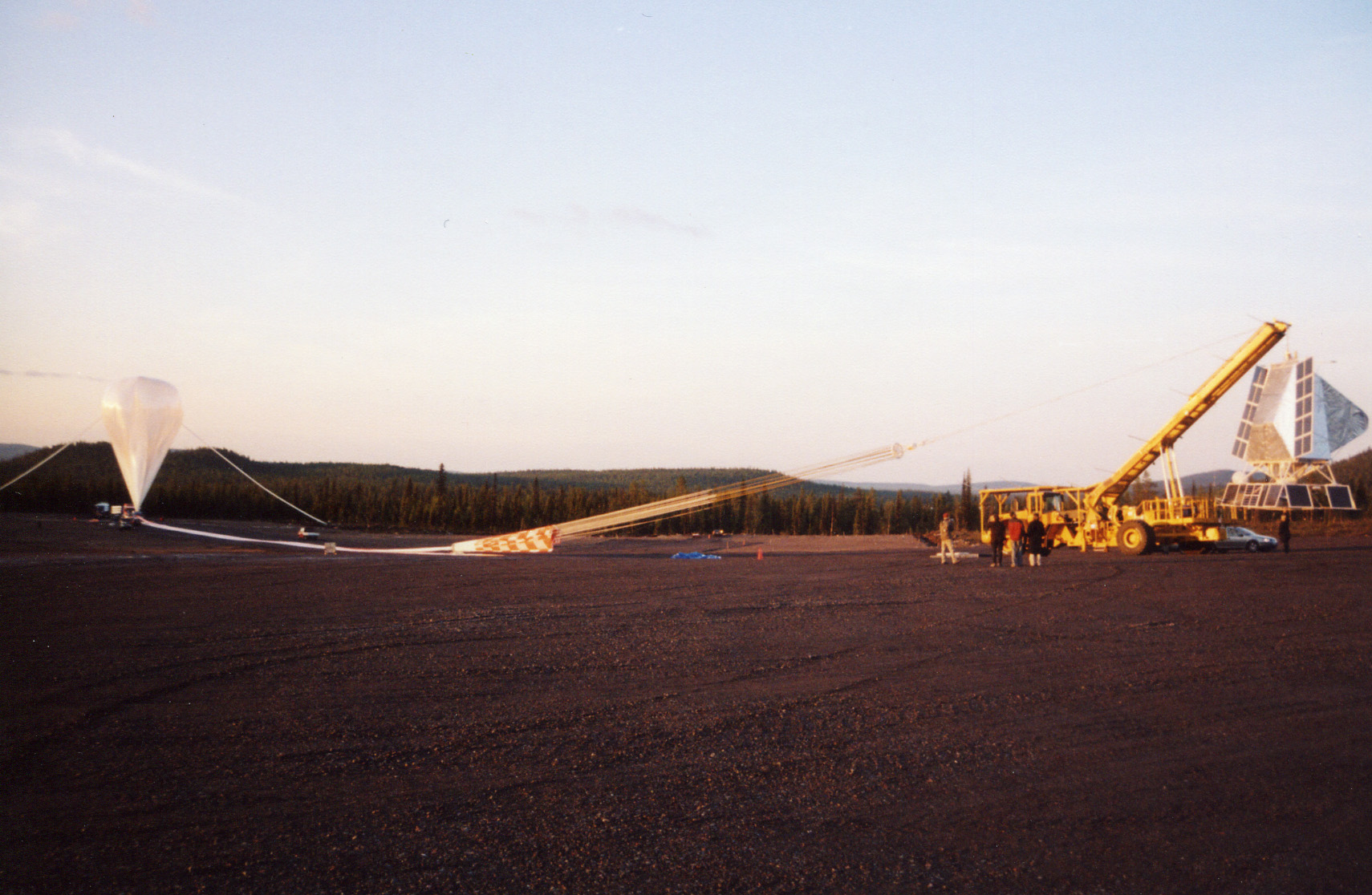
بلاست تحمل بالون قبيل الإطلاق

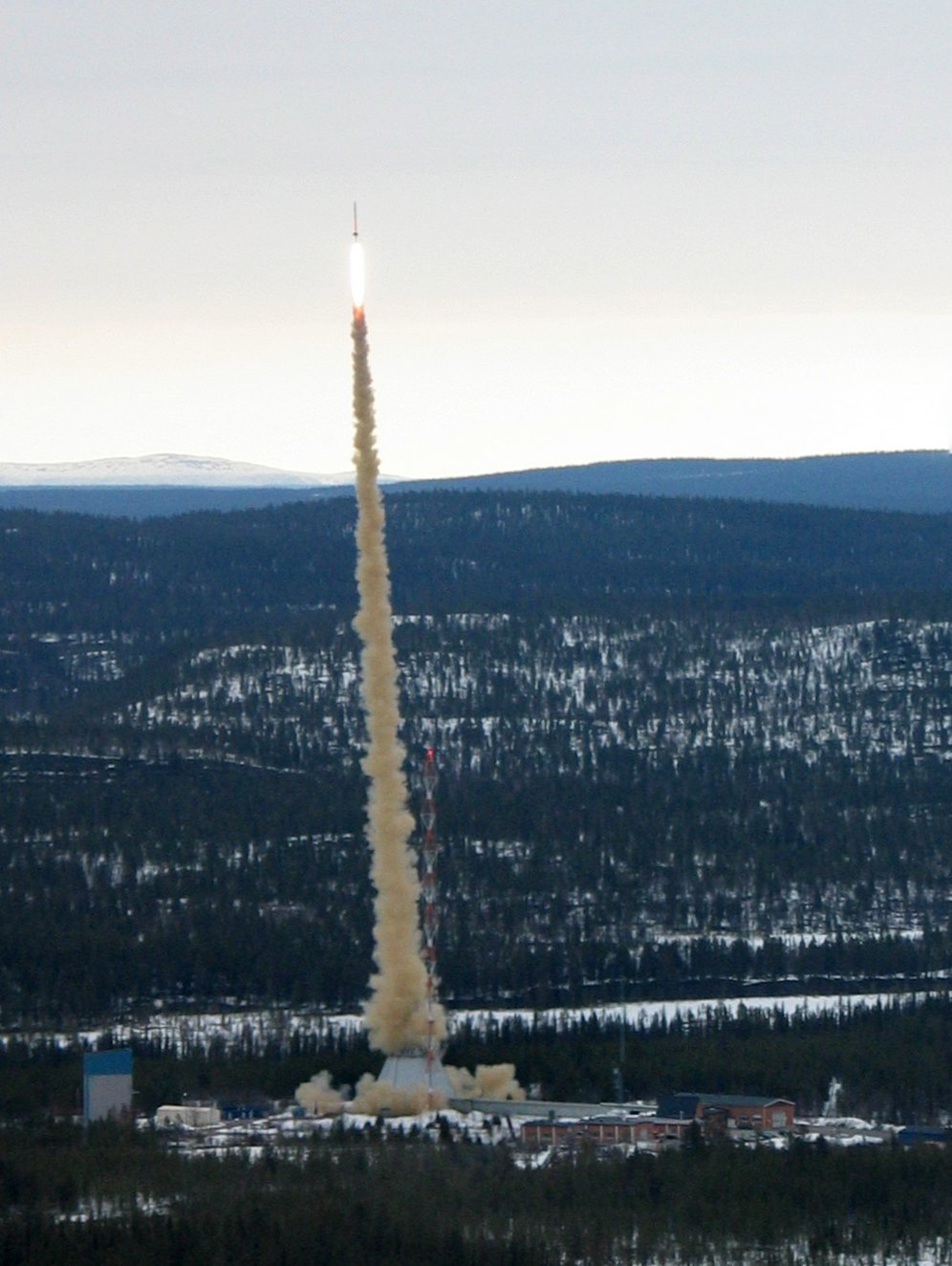
إطلاق صاروخ من إسرانج

مركز إسرانج للفضاء هو نطاق للصواريخ ومركز أبحاث يقع خارج بلدة كيرونا في شمال السويد، وهو أيضا قاعدة للبحث العلمي مع بالونات عالية الارتفاع، والتحقيق في الشفق القطبي، وإطلاق الصواريخ السبر، وتتبع الأقمار الصناعية، من بين أمور أخرى، تقع على بعد 200 كم شمال الدائرة القطبية الشمالية وتحيط بها مناطق الشاسعة، موقعها الجغرافي مثالية للعديد من هذه الأغراض.
بنيت إسرانج في عام 1964 من قبل إسرو، المنظمة الأوروبية لبحوث الفضاء، والتي أصبحت فيما بعد وكالة الفضاء الأوروبية من خلال الاندماج مع إلدو، المنظمة الأوروبية قاذفة التنمية، تم إطلاق الصاروخ الأول من إسرانج في 19 نوفمبر 1966،  في عام 1972 تم نقل الملكية إلى شركة الفضاء السويدية التي بدأت حديثا.